# Clark Material Handling Company

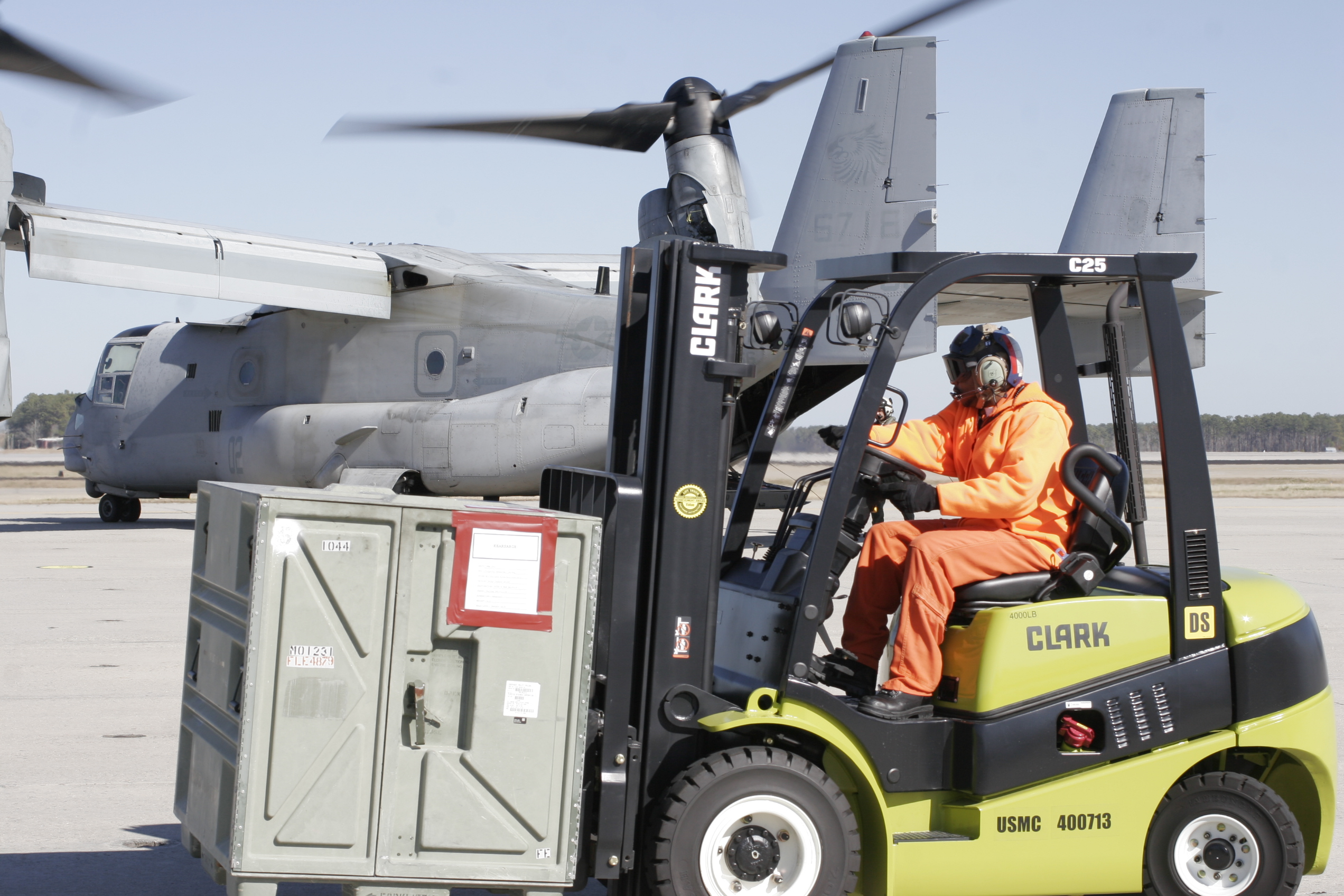
Ein Angehöriger der US-Streitkräfte bedient einen Clark-Gabelstapler auf dem Gelände der Marine Corps Air Station Cherry Point

Die Clark Material Handling Company ist ein US-amerikanischer Produzent von Flurförderzeugen und einer der weltgrößten Hersteller von Gabelstaplern. 

## Geschichte
Das Unternehmen entstand 1919 als Clark Tructractor Company und war eine Tochter der Clark Equipment Company, die durch Eugene Clark gegründet wurde. Das erste Produkt des Unternehmens war der sogenannte Tructractor, ein Flurfördergerät mit Verbrennungsmotor und einer aufgebauten Pritsche. Der Tructractor wurde ursprünglich für die interne Logistik im Werk der Clark Equipment Company in Buchanan entwickelt und gebaut und wurde später externen Kunden zugänglich gemacht. Mit dem Truclift wird 1922 ein kleines Fahrzeug mit aufgebauter Hebeplattform eingeführt. Der Duat, der 1923 als kleiner Schlepper vorgestellt wurde, wurde 1924 mit einem speziellen Vorderanbau ausgestattet, der ihn zum ersten Gabelstapler der Welt machte. Eine Weiterentwicklung stellte der Tructier dar, der ab 1928 hydraulische Elemente statt Ketten und Kabeln nutzte, um Lasten zu heben. Die Produktion erster elektrisch getriebener Gabelstapler begann 1942, die Fertigung verlief während des Zweiten Weltkriegs jedoch gedrosselt, da das Militär in dieser Zeit stark nach Modellen mit Verbrennungsmotor nachfragte. 
Eine ausländische Lizenz-Produktion von Clark-Modellen wurde ab 1948 in Sydney aufgebaut. In Deutschland begann ab 1950 eine Lizenz-Fertigung durch Schultz-Stinnes in Essen, ab 1952 wurde durch das Unternehmen Ruhr Intrans Hubstapler eine Produktion in Mülheim an der Ruhr durchgeführt. Seit 1964 werden alle Clark-Produkte mit Überrollbügeln ausgeliefert. Ein Meilenstein des Unternehmens bestand in der Auslieferung des 500.000. Gabelstaplers im Jahr 1976. Dieser wurde der Western Michigan University gespendet und befand sich noch 2019 in Betrieb. Zwischen 1992 und 1996 war die Clark Material Handling Company eine Tochter des Baumaschinenherstellers Terex, an den das Unternehmen durch die Clark Equipment Company verkauft wurde. Die Eigenständigkeit wurde 1996 durch ein Management-Buy-out wiedererlangt. Der millionste Gabelstapler wurde 1997 gefertigt und befindet sich in einem Ausstellungsraum des Herstellers am heutigen Unternehmenshauptsitz in Lexington, Kentucky. Eine große Unternehmensakquisition wurde 1998 durchgeführt, als die Gabelstaplersparte des Samsung-Konzerns übernommen wurde. Diese wurde nach der Eingliederung in den Clark-Konzern in Clark Material Handling Asia umbenannt.
Die US-amerikanische Eigentümerschaft Clarks endete 2003 jäh mit einer Übernahme durch die südkoreanische Young An Hat Company, ein Mischkonzern mit Fokus auf der Herstellung von Hüten. Seitdem ist Clark eine Tochtergesellschaft des Young-An-Konzerns. Seit 2004 befindet sich der europäische Sitz von Clark in Duisburg. Der weltweite Hauptsitz wurde 2005 nach Lexington verlagert.
Mit dem Stand 2019 befanden sich laut Unternehmensangaben weltweit rund 350.000 Produkte Clarks in Betrieb, davon 250.000 in Nordamerika.